# Patrick Gardiner
Patrick Lancaster Gardiner (1922–1997) nasceu no dia 17 de março de 1922 na cidade de Londres. Foi filósofo e desenvolveu carreira acadêmica, era membro do Magdalen College, Oxford. Patrick Gardiner morreu em 24 de junho de 1997.

## Carreira acadêmica
Patrick Gardiner inicia sua carreira em Oxford na década de 1940, sendo sua principal área de interesse a Filosofia da história, que o levou a publicar sua tese The Nature of Historical Explanation no ano de 1952. Esse livro é uma das suas principais contribuições, principalmente para a consolidação dos estudos na área da Filosofia analítica da história, aonde o autor explora duas visões divergentes e importantes para a história, o método dedutivo-nomológico de Carl Hempel e o idealismo de R. G. Collingwood. Gardiner não se dedicou apenas à filosofia da história, ele também publicou trabalhos sobre a filosofia de Schopenhauer e Kierkegaard. De modo geral, podemos dizer que um dos problemas que sempre esteve no centro de discussão de Gardiner é a relação entre perspectivas subjetivas e objetivas nas áreas do conhecimento. 
De acordo com seu obituário no The Times, escrito por Richard Wollheim,  uma das suas maiores contribuições para a filosofia foi despertar o interesse pelo idealismo alemão, principalmente devido ao período (os anos 60) aonde o tema era amplamente negligenciado nos departamentos britânicos de filosofia. [carece de fontes?]

## Principais publicações
- The Nature of Historical Explanation (1961)
- Schopenhauer (1963)
- Kierkegaard (1988)
- Teorias da História (1959)
- Nineteenth-century philosophy (1969)
- The Philosophy of History (1974)